# Iz*One
Le Iz*One (/ˈaɪz wʌn/, 아이즈원?, A-ijeu-wonLR, アイズワン?, Aizuwan, reso graficamente in maiuscolo) sono state un gruppo musicale sudcoreano-giapponese formato a Seul nel 2018 tramite Produce 48. Hanno debuttato il 29 ottobre 2018 con l'EP Color*Iz e sono state attive per due anni e mezzo, sciogliendosi il 29 aprile 2021.

## Etimologia
Il nome del gruppo, Iz*One, è stato suggerito dai netizen attraverso la pagina web ufficiale del programma. "Iz" è la rappresentazione grafica del numero 12 e simboleggia le componenti del gruppo, mentre "one" (in inglese "uno") rimanda all'unità. L'asterisco rappresenta i dodici segni zodiacali.

## Storia

### Prima del debutto:Produce 48
Nel novembre 2017, il canale televisivo Mnet annuncia la terza edizione del talent Produce 101, che vede la partecipazione di 96 concorrenti, 39 delle quali appartenenti al gruppo giapponese delle AKB48, per formare un girl group temporaneo da dodici membri scelti dal pubblico. Il programma va in onda dal 15 giugno al 31 agosto dell'anno successivo e viene vinto da Jang Won-young, Sakura Miyawaki, Jo Yu-ri, Choi Ye-na, An Yu-jin, Nako Yabuki, Kwon Eun-bi, Kang Hye-won, Hitomi Honda, Kim Chae-won, Kim Min-ju e Lee Chae-yeon, le quali vengono messe sotto contratto per due anni e sei mesi. I tre membri giapponesi del gruppo (Miyawaki, Yabuki e Honda) interrompono le attività con le HKT48 e le AKB48 per concentrarsi sulle Iz*One.

### 2018-2019: debutto e pausa temporanea
L'EP di debutto Color*Iz esce il 29 ottobre 2018, con "La Vie en Rose" come brano apripista. Un concerto intitolato Color*Iz Show-Con, i cui biglietti vanno esauriti in un minuto, si tiene all'Olympic Hall di Seul in congiunzione con la pubblicazione del disco. Color*Iz stabilisce il record di vendite avvenute nelle prime ventiquattr'ore per il disco di debutto di un gruppo femminile, accumulando oltre 34 000 copie. Ne vende 108 304 nel solo mese di ottobre, entrando al secondo posto nella classifica Gaon riferita alla settimana 28 ottobre-3 novembre. Negli Stati Uniti si classifica nono nella Billboard World Albums Chart, mentre in Giappone esordisce al primo posto sia della Oricon Weekly Album Chart sia della Digital Album Chart con 15 000 copie complessive. Il video musicale di "La Vie en Rose" ottiene oltre 4 500 000 visualizzazioni nelle prime ventiquattr'ore, diventando il video di debutto di un gruppo K-pop più visto di sempre in tale lasso di tempo. Le Iz*One ricevono il loro primo premio di un programma musicale l'8 novembre a M Countdown, e a dicembre si aggiudicano il riconoscimento di Principianti dell'anno agli Mnet Asian Music Award.
Il 20 gennaio 2019 tengono un concerto al Tokyo Dome City Hall per promuovere l'uscita, al 6 febbraio, del singolo giapponese Suki to iwasetai. Esso esordisce in vetta alla classifica giornaliera Oricon durante la prima giornata con 193 469 copie fisiche, segnando il nuovo record di vendite di un gruppo femminile sudcoreano in Giappone nelle prime ventiquattro ore dall'uscita. Il 9 marzo Jonas Blue pubblica una nuova versione del suo singolo "Rise" in collaborazione con le Iz*One per la parte vocale. Il 1º aprile esce il loro secondo EP in coreano, Heart*Iz, che vende 132 109 copie durante la prima settimana, un record per un gruppo femminile.
Dal 7 al 9 giugno il gruppo tiene le tappe coreane del primo tour Eyes on Me alla Jamsil Arena di Seul. I concerti proseguono in Thailandia, Taiwan e Hong Kong. Il 26 giugno avviene la pubblicazione del secondo singolo in giapponese "Buenos Aires", che esce anche come EP in edizione speciale, mentre il 25 settembre viene messo in commercio il terzo singolo in giapponese "Vampire", che segna la loro seconda apparizione al primo posto della classifica Oricon settimanale.
In seguito alla scoperta che i risultati di Produce 48 sono stati truccati dai produttori del talent, l'uscita del primo album in studio Bloom*Iz, prevista per l'11 novembre, viene posticipata. Numerose attività in Corea del gruppo, tra cui concerti, ospitate televisive e l'uscita nei cinema del film Eyes on Me: The Movie, vengono cancellate o messe in pausa. Il 28 novembre vengono sospese anche le promozioni in Giappone, mentre i Golden Disc Award annullano la loro candidatura al premio Album Disc Bonsang.

### 2020-2021: ritorno conBloom*Iz, ultime pubblicazioni e scioglimento
Il 6 gennaio 2020 le agenzie delle cantanti trovano un accordo per far riprendere l'attività al gruppo, e Bloom*Iz viene pubblicato il 17 febbraio. In Corea, dove debutta secondo in classifica, vende la cifra record di 356 313 copie in una settimana, e segna il terzo ingresso complessivo e consecutivo del gruppo in vetta alla classifica giapponese Oricon degli album stranieri. Il 10 giugno arriva nei cinema Eyes on Me: The Movie e il 15 giugno esce il terzo EP coreano Oneiric Diary. Tre mesi dopo, le Iz*One tengono un concerto online, dal titolo Oneiric Theater, mentre il 21 ottobre viene dato alle stampe Twelve, il primo album in studio in giapponese. Il 7 dicembre viene pubblicato un nuovo EP in Corea, One-reeler / Act IV. Il 28 gennaio 2021 pubblicano il singolo "D-D-Dance" per commemorare l'apertura della piattaforma di socializzazione online Universe. Il 13 e il 14 marzo le Iz*One tengono il concerto online One, The Story, mentre due settimane dopo partecipano alla compilation Rewind: Blossom con un remake di 3! 4! dei Roo'ra. Il 21 aprile i loro fan avviano il crowdfunding "Parallel Universe", raccogliendo oltre due miliardi di won in una giornata per mantenerle in attività, ma si sciolgono ugualmente il 29 aprile alla scadenza del loro contratto. Le discussioni tra le agenzie dei membri per farle tornare insieme, riportate dal quotidiano Sports Kyunghyang a giugno, si chiudono a luglio senza risultato.

### Seguito
Diversi membri delle Iz*One hanno esordito come soliste dopo lo scioglimento del gruppo: Kwon Eun-bi il 24 agosto, Jo Yu-ri il 7 ottobre, Kang Hye-won il 22 dicembre 2021, Choi Ye-na il 17 gennaio 2022 e Lee Chae-yeon il 12 ottobre 2022. Altri sono entrati in girl group di nuova formazione: An Yu-jin e Jang Won-young nelle Ive, lanciate il 1º dicembre 2021 dalla Starship Entertainment, mentre Sakura Miyawaki e Kim Chae-won nelle Le Sserafim, che hanno debuttato a maggio 2022 sotto la Source Music. Hitomi Honda fa parte del gruppo Say My Name, debuttando il 16 ottobre del 2024 e Nako Yabuki ha fatto ritorno, rispettivamente, alle HKT48. Kim Min-ju si è data alla recitazione.

## Formazione
- Kwon Eun-bi (권은비) – leader[79], voce (2018-2021)
- Sakura Miyawaki (宮脇咲良, 미야와키 사쿠라) – voce, rap (2018-2021)
- Kang Hye-won (강혜원) – rap, voce (2018-2021)
- Choi Ye-na (최예나) – rap, voce (2018-2021)
- Lee Chae-yeon (이채연) – rap, voce (2018-2021)
- Kim Chae-won (김채원) – voce (2018-2021)
- Kim Min-ju (김민주) – rap, voce (2018-2021)
- Nako Yabuki (矢吹奈子, 야부키 나코)– voce (2018-2021)
- Hitomi Honda (本田仁美, 혼다 히토미) – voce (2018-2021)
- Jo Yu-ri (조유리) – voce (2018-2021)
- An Yu-jin (안유진) – voce (2018-2021)
- Jang Won-young (장원영) – voce, rap (2018-2021)

## Discografia

### Album in studio
- 2020 – Bloom*Iz
- 2020 – Twelve

### EP
- 2018 – Color*Iz
- 2019 – Heart*Iz
- 2019 – Buenos Aires (Special Edition)
- 2019 – Vampire (Special Edition)
- 2020 – Oneiric Diary
- 2020 – One-reeler / Act IV

### Singoli
- 2019 – Suki to iwasetai
- 2019 – Buenos Aires
- 2019 – Vampire
- 2021 – D-D-Dance

### Collaborazioni
- 2019 – Rise (Jonas Blue feat. Iz*One)
- 2021 – Zero: Attitude (Soyou x Iz*One feat. pH-1)

## Videografia
- 2018 – La Vie En Rose
- 2019 – Suki to iwasetai
- 2019 – Gokigen sayonara
- 2019 – Neko ni naritai
- 2019 – Violeta
- 2019 – Buenos Aires
- 2019 – Target
- 2019 – Toshishita Boyfriend
- 2019 – Vampire
- 2020 – Fiesta
- 2020 – Secret Story of the Swan
- 2020 – Beware
- 2020 – Panorama
- 2021 – Zero: Attitude (Soyou x Iz*One feat. pH-1)
- 2021 – D-D-Dance

## Filmografia

### Cinema
- Eyes On Me: The Movie (아이즈 온 미 : 더 무비?, A-ijeu on mi: deo mubiLR) (2020)

### Televisione
- Produce 48 (프로듀스 48?, Peurodyuseu 48LR) – talent show, 12 episodi (2018)
- Iz*One Amigo TV (아이즈원 아미고 TV?, A-ijeu-won amigo TVLR) – varietà, 3 episodi (2018)[80]
- Iz*One Chu (아이즈원 츄?, A-ijeu-won chyuLR) – reality, 12 episodi (2018-2020)[81][82]
- Iz*One City (아이즈원 시티?, A-ijeu-won sitiLR) – reality, 7 episodi (2019)[83]
- Iz*One StyleVlog in LA (아이즈원 StyleVlog in LA?, A-ijeu-won StyleVlog in LALR) – reality, un episodio (2019)[84]
- Iz*One Eat-ing Trip (아이즈원의 잇힝트립?, A-ijeu-won ithingteuripLR) – reality, 20 episodi (2020-2021)[85][86]

## Tournée
- 2019 – Eyes on Me Tour

## Riconoscimenti
- APAN Music Award
  - 2020 – Premio popolarità (gruppi femminili)[87]
  - 2020 – Scelta globale dei fan su Idol Champ – gruppi[88]
  - 2020 – Top 10[89]
- Asia Artist Award
  - 2018 – Premio esordienti dell'anno - musica[90][91]
  - 2020 – Premio potenziale - musica[92]
  - 2020 – Miglior musicista[92]
- The Fact Music Award
  - 2021 – Artista dell'anno[93]
- Circle Chart Music Award
  - 2019 – Nuovo artista dell'anno – album[94]
  - 2021 – Esibizione popolare dell'anno[95]
  - 2021 – Candidatura Mubeat Global Choice Award - donne[96]
  - 2022 – Artista dell'anno per la musica fisica (primo trimestre) per One-reeler / Act IV[97]
- Genie Music Award
  - 2019 – Artista femminile dello spettacolo dell'anno[98]
  - 2019 – Artista più popolare[98]
  - 2019 – Candidatura Artista dell'anno[99]
  - 2019 – Candidatura Gruppo femminile dell'anno[99]
  - 2019 – Candidatura Premio popolarità di Genie Music[99]
  - 2019 – Candidatura Premio popolarità globale[99]
- Golden Disc Award
  - 2019 – Principiante dell'anno[100]
- Japan Gold Disc Award[101]
  - 2020 – Nuovo artista dell'anno (Asia)
  - 2020 – Tre migliori nuovi artisti (Asia)
- Melon Music Award
  - 2018 – Candidatura Miglior nuovo artista femminile[102]
  - 2020 – Top 10 artisti[103]
  - 2020 – Candidatura Artista dell'anno[104]
  - 2020 – Candidatura Album dell'anno per Bloom*Iz[105]
  - 2020 – Candidatura Miglior traccia dance (donne) per Fiesta[106]
- Mnet Asian Music Award
  - 2018 – Miglior nuovo artista femminile[107]
  - 2018 – Nuovo artista asiatico[108]
  - 2018 – Candidatura Artista dell'anno[109]
  - 2019 – Candidatura Miglior gruppo femminile[110]
  - 2019 – Candidatura Miglior esibizione di ballo di gruppo femminile per Violeta[110]
  - 2019 – Candidatura Artista dell'anno[110]
  - 2019 – Candidatura Canzone dell'anno per Violeta[110]
  - 2019 – Candidatura Top 10 globale scelta dai fan[110]
  - 2020 – Gruppo femminile preferito[111]
  - 2020 – Candidatura Artista dell'anno[112]
  - 2020 – Candidatura Canzone dell'anno per Secret Story of the Swan[112]
  - 2020 – Candidatura Miglior gruppo femminile[112]
  - 2020 – Candidatura Top 10 globale scelta dai fan[112]
- Seoul Music Award
  - 2019 – Nuovo artista[113]
  - 2019 – Candidatura Premio popolarità[114]
  - 2019 – Candidatura Premio speciale hallyu[114]
  - 2020 – Candidatura Premio bonsang per Heart*Iz[115]
  - 2020 – Candidatura Premio popolarità[115]
  - 2020 – Candidatura Premio speciale hallyu[115]
  - 2020 – Candidatura Premio artista K-pop più popolare su QQ Music[116]
  - 2021 – Premio bonsang[117]
  - 2021 – Candidatura Whos Fandom Award[118]
  - 2021 – Candidatura Premio popolarità[119]
  - 2021 – Candidatura Premio popolarità K-Wave[119]
- Soribada Best K-Music Award
  - 2019 – Candidatura Premio popolarità (donne)[120]
  - 2020 – Premio bonsang[121]
  - 2020 – Premio New Hallyu Global Hot Trend[121]
- V Live Award
  - 2019 – Top 5 dei principianti[122]
  - 2019 – Top 12 globale[123]
  - 2019 – Candidatura Artista più amato[123]